# 圣洛伦佐马焦雷
圣洛伦佐马焦雷（義大利語：San Lorenzo Maggiore），是意大利贝内文托省的一个市镇。总面积16平方公里，人口2201人，人口密度137.6人/平方公里（2009年）。ISTAT代码为062062。